# ثقافة الستينات المضادة

رمز السلام، والذي صُمم واُستعمل أولا في المملكة المتحدة من قبل مؤسسة الحملة لنزع السلاح النووي، أصبح مرادفا لمعارضة حرب فيتنام

ثقافة الستينات المضادة عبارة عن ظاهرة ثقافية مضادة للنظام المؤسسي تطورت في البداية ضمن المملكة المتحدة والولايات المتحدة ثم انتشرت حول معظم العالم الغربي بين أوائل ستينيات ومنتصف سبعينيات القرن العشرين، ولعبت كل من لندن ونيويورك وسان فرانسيسكو دوراً مركزياً لأنشطة الثقافة المضادة. اكتسبت الحركة الإجمالية زخماً في أوان تزايد أثر حركة الحقوق المدنية للأميركيين الأفارقة، وأضحت ثورية في مواجهة توسع حرب الحكومة الأميركية على فيتنام. وكما تقدم العقد فظهرت توترات اجتماعية شائعة من نواحي سلوك الإنسان الجنسي وحقوق المرأة والتجارب بأنواع من عقاقير نفساني التأثير والمفاهيم المختلفة لـالحلم الأميركي إلخ والنفصام عامة وجد على خط الصدع بين الأجيال. ولدت كثير من الحركات المحورية المرتبطة بهذه القضايا في ثقافة الستينات المضادة أو تطورت فيها. 
وبينما ولى العهد فظهر كل من أشكال ثقافية جديدة وروح عصر نشطة احتفلت بالتجربة وتجليات بوهيمية معاصرة وسلوك حياة الهيبيز وسلك حياة بديلة أخرى. واعتناق الروح الخلاقة هذا كان ملحوظا خاصة في أعمال فرق من جيل الاحتلال البريطاني مثل البيتلز وصناع الأفلام الذين تمتعوا بتقليص الرقابة عملهم. وبالإضافة إلى البيتلز المبتكرين فالكثير من الفنانين والكتاب والمفكرين من عبر طيف المجالات والتخصصات ساهموا في تحديد الحركة المضادة.
هناك عناصر عديدة ميزت حركة الستينات المضادة عن حركات معاداة للسلطوية من الفترات السابقة. طفرة الإنجاب بعد الحرب العالمية الثانية، أي البايبيبوم "baby boom"، أدت إلى عدد غير مسبوق من الشباب الذين يحتمل أن يكونوا ساخطين ويشاركوا في إعادة فهم وتحديد توجيه الولايات المتحدة ومجتمعات ديموقراطية أخرى. وثروة فترة ما بعد الحرب أتاحت للكثير من جيل الثقافة المضادة الفرصة لأن يتخطوا التركيز على توفير الموارد المادية الضرورية للمحافظة على الحياة التي كان والدوهم من جيل الكساد الكبير يكافحون لأجلها. ومن الملاحظ كذلك أن نسبة كبيرة من طائفة سلوكيات و«قضايا» حركة ثقافة الستينات المضادة تبناها التيار العام من المجتمع، وخصوصا في الولايات المتحدة، مع أن نسبة المشاركين في الثقافة المضادة هم مثلت أقلية اجتماعية بوضوح.
ابتدأت فترة الثقافة المضادة أساساً باغتيال جون ف. كينيدي في نوفمبر 1963. واُستوعب في التيار العام من الثقافة الشعبية مع إنهاء مشاركة الولايات المتحدة العسكرية في جنوب شرق آسيا وإلغاء عملية التجنيد الإجباري في 1973، ونهائياً بعد استقالة الرئيس ريتشارد نيكسون في أغسطس 1974. 
بأوسع معانيها، انبثقت ثقافة الستينات المضادة من التقاء ناس وأفكار وقضايا وظروف وتطورات تقنّية وهو ما لعب دور المحفز للتغيير الاجتماعي والتفكيري السريع بصورة استثنائية في تلك المرحلة.